# منتخب جزر القمر لكرة القدم
منتخب جزر القمر لكرة القدم (بالفرنسية: Équipe des Comores de football) هو المنتخب الوطني لجزر القمر ويديره اتحاد جزر القمر لكرة القدم. تم تشكيله في 1979 وانضم إلى الاتحاد الأفريقي لكرة القدم في 2003 وأصبح عضوا في الاتحاد الدولي لكرة القدم في 2005.

## سجل كأس العالم
- 1930 إلى 2006 - لم يشارك
- 2010 إلى 2022 - لم يتأهل

## سجل كأس الأمم الأفريقية
- 1957 إلى 2008 - لم يشارك
- 2010 إلى 2019 - لم يتأهل
- 2021 - دور الـ16
- 2023 - لم يتأهل

## وصلات خارجية
- قائمة بيانات المنتخب من الموقع الرسمي للفيفا باللغة العربية